# Чеботарёв, Владимир Владимирович
Владимир Владимирович Чеботарёв (24 января 1917, хутор Чёрная Поляна, Усть-Медведицкий округ, область Войска Донского (ныне — Фроловский район, Волгоградская область) — 2 августа 1991, Донецк, Украинская ССР) — лейтенант Рабоче-крестьянской Красной Армии, участник Великой Отечественной войны, Герой Советского Союза (1945).

## Биография
Владимир Чеботарёв родился 24 января 1917 года на хуторе  Чёрная Поляна (ныне — Фроловский район Волгоградской области). После окончания шести классов школы работал сначала в колхозе, затем на машинно-тракторной станции. В 1938 году Чеботарёв был призван на службу в Рабоче-крестьянскую Красную Армию. Окончил курсы младших лейтенантов. Участвовал в боях советско-финской войны. С начала Великой Отечественной войны — на её фронтах.
К маю 1944 года лейтенант Владимир Чеботарёв командовал взводом 993-го стрелкового полка 263-й стрелковой дивизии 51-й армии 4-го Украинского фронта. Отличился во время штурма Севастополя. 9 мая 1944 года в боях за Сапун-гору Чеботарёв заменил собой выбывшего из строя командира роты и успешно руководил ей, блокировав на горе немецкие доты. В тех боях он получил ранение, но продолжал сражаться.
Указом Президиума Верховного Совета СССР от 24 марта 1945 года за «образцовое выполнение боевых заданий командования на фронте борьбы с немецкими захватчиками и проявленные при этом мужество и героизм» лейтенант Владимир Чеботарёв был удостоен высокого звания Героя Советского Союза с вручением ордена Ленина и медали «Золотая Звезда» за номером 10844.
После окончания войны Чеботарёв был уволен в запас. Проживал и работал в Донецке. Скончался 2 августа 1991 года.
Был также награждён орденом Отечественной войны 1-й степени и рядом медалей.